# Lindsaea lapeyrousei
Lindsaea lapeyrousei är en ormbunkeart. Lindsaea lapeyrousei ingår i släktet Lindsaea och familjen Lindsaeaceae.

## Underarter
Arten delas in i följande underarter:
- L. l. fijiensis
- L. l. lapeyrousei